# استانداری گیلان
استانداری گیلان یک نهاد مرتبط سازمان امور اداری کشور و نمایندهٔ دولت جمهوری اسلامی ایران در استان گیلان است که در شهر رشت واقع شده‌است.

## فرمانداری‌ها
- فرمانداری شهرستان رشت
- فرمانداری شهرستان تالش
- فرمانداری شهرستان لاهیجان
- فرمانداری شهرستان رودسر
- فرمانداری شهرستان لنگرود
- فرمانداری شهرستان بندرانزلی
- فرمانداری شهرستان صومعه‌سرا
- فرمانداری شهرستان آستانه اشرفیه
- فرمانداری شهرستان آستارا
- فرمانداری شهرستان رودبار
- فرمانداری شهرستان فومن
- فرمانداری شهرستان رضوانشهر
- فرمانداری شهرستان خمام
- فرمانداری شهرستان ماسال
- فرمانداری شهرستان شفت
- فرمانداری شهرستان سیاهکل
- فرمانداری شهرستان املش